# Хорн, Камилла
Камилла Марта Хорн (нем. Camilla Martha Horn; 25 апреля 1903, Франкфурт-на-Майне — 14 августа 1996, Гильхинг) — немецкая актриса.

## Биография
Камилла, дочь железнодорожного служащего, обучалась швейному делу и бралась за самую разную работу, чтобы оплатить уроки актёрского мастерства у Люции Хёфлих и танцевального искусства у Рудольфа фон Лабана. Работала статисткой в театре и кино, пока в 1925 году Фридрих Вильгельм Мурнау не пригласил её на роль Гретхен в своей экранизации Фауста. Благодаря успеху этого фильма Камилла Хорн получила контракт на киностудии United Artists в Голливуде. Там её партнёрами по съемочной площадке стали Эрнст Любич и Джон Берримор, но играть ей предлагали всё те же роли наивных девушек. В 1929 году Камилла Хорн вернулась в Германию, снималась в разноплановых ролях в Великобритании и Франции.
После войны Камилла Хорн, владевшая английским языком, поначалу работала переводчиком, затем вернулась в кино и театр. Последняя работа Камиллы Хорн пришлась на 1988 год. В 1985 году Камилла Хорн выпустила свои мемуары «Влюблённая в любовь».
Камилла Хорн была замужем четыре раза. Похоронена на кладбище в Хершинге-ам-Аммерзе.

## Фильмография
| - 1925: Wege zu Kraft und Schönheit - 1926: Фауст — Faust — eine deutsche Volkssage - 1927: Die Frauengasse von Algier - 1927: Jugendrausch - 1927: Der fröhliche Weinberg - 1928: Буря - 1929: Der König von Bernina - 1929: Königsloge - 1929: Die Drei um Edith - 1929: Mein Herz gehört Dir - 1930: Moral um Mitternacht - 1930: Fundvogel - 1931: Ich geh' aus und Du bleibst da - 1931: Leichtsinnige Jugend - 1931: Die Nacht ohne Pause - 1932: Die fünf verfluchten Gentlemen - 1932: Der Frechdachs - 1933: Moral und Liebe - 1933: Matinee Idol - 1933: Rakoczy-Marsch - 1933: Wenn ich König wär! - 1934: Der Doppelgänger - 1934: Die große Chance - 1934: Ein Walzer für dich - 1934: Ich sehne mich nach Dir - 1934: Der letzte Walzer | - 1935: Der rote Reiter - 1936: Белые рабы: Броненосец «Севастополь» - 1937: Sein letztes Modell - 1937: Gauner im Frack - 1938: Fahrendes Volk - 1938: Rote Orchideen - 1938: In geheimer Mission - 1939: Roman eines Arztes - 1939: Zentrale Rio - 1940: Polterabend - 1940: Herz ohne Heimat - 1940: Die letzte Runde - 1940: Die keusche Geliebte - 1941: Friedemann Bach - 1942: Tragödie einer Liebe - 1943: Seine beste Rolle - 1944: Intimitäten - 1949: Gesucht wird Majora - 1952: Königin der Arena - 1953: Vati macht Dummheiten - 1965: Die Löwenlotte - 1968: Heißes Spiel für harte Männer - 1985: Die Schwarzwaldklinik - 1987: Der Unsichtbare - 1988: Schloß Königswald - 1988: Die Spinnen |